# AEGON International 2014
AEGON International 2014 byl společný tenisový turnaj mužského okruhu ATP World Tour a ženského okruhu WTA Tour, který se hrál v areálu Devonshire Park Lawn Tennis Clubu na otevřených travnatých dvorcích. Konal se mezi 16. až 21. červnem 2014 v britském Eastbourne jako 6. ročník mužského a 39. ročník ženského turnaje.
Mužská polovina se řadila do kategorie ATP World Tour 250 a její dotace činila 503 105 eur. Ženská část s rozpočtem 710 000 dolarů byla součástí WTA Premier. Nejvýše nasazeným se v mužské dvouhře stala světová čtrnáctka Richard Gasquet z Francie a v ženském singlu, stejně jako v předešlém ročníku, čtvrtá hráčka žebříčku Agnieszka Radwańská z Polska.
Titul v mužské dvouhře obhájil třetí nasazený Španěl Feliciano López. 19letá americká teenagerka Madison Keysová vybojovala svůj premiérový titul na okruhu WTA Tour. Ženskou čtyřhru vyhrála sesterská dvojice Tchajwanek Chao-čching a Jung-žan Čanových, které si tak, po vítězství na Shenzhen Open 2013, připsaly druhou společnou turnajovou trofej.

## Distribuce bodů a finančních odměn

### Distribuce bodů
| Soutěž       | Vítězové | F   | SF  | ČF  | 16 v kole | 32 v kole | Q  | Q3 | Q2 | Q1 |
| ------------ | -------- | --- | --- | --- | --------- | --------- | -- | -- | -- | -- |
| dvouhra mužů | 250      | 150 | 90  | 45  | 20        | 0         | 12 | 6  | 0  | 0  |
| čtyřhra mužů | 250      | 150 | 90  | 45  | 0         |           |    |    |    |    |
| dvouhra žen  | 470      | 305 | 185 | 100 | 55        | 1         | 25 | 18 | 13 | 1  |
| čtyřhra žen  | 470      | 305 | 185 | 100 | 1         |           |    |    |    |    |

## Dvouhra mužů

### Nasazení
| Stát                           | Hráč                   | ATP | Nasazení |
| ------------------------------ | ---------------------- | --- | -------- |
| Francie                        | Richard Gasquet        | 14. | 1.       |
| Ukrajina                       | Alexandr Dolgopolov    | 19. | 2.       |
| Španělsko                      | Feliciano López        | 29. | 3.       |
| Španělsko                      | Guillermo García-López | 31. | 4.       |
| Chorvatsko                     | Ivo Karlović           | 33. | 5.       |
| Francie                        | Gilles Simon           | 36. | 6.       |
| Kolumbie                       | Santiago Giraldo       | 37. | 7.       |
| Argentina                      | Federico Delbonis      | 39. | 8.       |
| Žebříček ATP k 9. červnu 2014. |                        |     |          |

### Jiné formy účasti
Následující hráčí obdrželi divokou kartu do hlavní soutěže:
- Kyle Edmund
- Daniel Evans
- James Ward

Následující hráči postoupili z kvalifikace:
- Chris Guccione
- Tobias Kamke
- Andrej Kuzněcov
- Blaž Rola

### Odhlášení
před zahájením turnaje
- Ivan Dodig
- Teimuraz Gabašvili
- Andreas Seppi
- Radek Štěpánek

### Skrečování
- Blaž Rola

## Mužská čtyřhra

### Nasazení
| Stát                                                                         | Hráč             | Stát      | Hráč         | ATP | Nasazení |
| ---------------------------------------------------------------------------- | ---------------- | --------- | ------------ | --- | -------- |
| Rakousko                                                                     | Alexander Peya   | Brazílie  | Bruno Soares | 6.  | 1.       |
| Indie                                                                        | Leander Paes     | Pákistán  | Ajsám Kúreší | 33. | 2.       |
| Švédsko                                                                      | Robert Lindstedt | Bělorusko | Max Mirnyj   | 38. | 3.       |
| Rakousko                                                                     | Julian Knowle    | Brazílie  | Marcelo Melo | 47. | 4.       |
| Žebříček ATP k 9. červnu 2014; číslo je součtem umístění obou členů dvojice. |                  |           |              |     |          |

### Jiné formy účasti
Následující dvojice obdržely divokou kartu do hlavní soutěže:
- Colin Fleming /  Ross Hutchins
- Ken Skupski /  Neal Skupski

## Ženská dvouhra

### Nasazení
| Stát                           | Hráčka              | WTA | Nasazení |
| ------------------------------ | ------------------- | --- | -------- |
| Polsko                         | Agnieszka Radwańská | 4.  | 1.       |
| Česko                          | Petra Kvitová       | 6.  | 2.       |
| Srbsko                         | Jelena Jankovićová  | 7.  | 3.       |
| Bělorusko                      | Viktoria Azarenková | 8.  | 4.       |
| Německo                        | Angelique Kerberová | 9.  | 5.       |
| Itálie                         | Flavia Pennettaová  | 11. | 6.       |
| Itálie                         | Sara Erraniová      | 14. | 7.       |
| Dánsko                         | Caroline Wozniacká  | 16. | 8.       |
| Žebříček WTA k 9. červnu 2014. |                     |     |          |

### Jiné formy účasti
Následující hráčky obdržely divokou kartu do hlavní soutěže:
- Viktoria Azarenková[3]
- Johanna Kontaová
- Heather Watsonová

Následující hráčky postoupily z kvalifikace:
- Belinda Bencicová
- Lauren Davisová
- Sie Šu-wej
- Francesca Schiavoneová

### Odhlášení
před zahájením turnaje
- Sorana Cîrsteaová
- Světlana Kuzněcovová

## Ženská čtyřhra

### Nasazení
| Stát                                                                          | Hráčka                | Stát      | Hráčka                | WTA | Nasazení |
| ----------------------------------------------------------------------------- | --------------------- | --------- | --------------------- | --- | -------- |
| Itálie                                                                        | Sara Erraniová        | Itálie    | Roberta Vinciová      | 6.  | 1.       |
| Česko                                                                         | Květa Peschkeová      | Slovinsko | Katarina Srebotniková | 12. | 2.       |
| Zimbabwe                                                                      | Cara Blacková         | Indie     | Sania Mirzaová        | 16. | 3.       |
| Rusko                                                                         | Jekatěrina Makarovová | Rusko     | Jelena Vesninová      | 17. | 4.       |
| Žebříček WTA k 9. červnu 2014; číslo je součtem umístění obou členek dvojice. |                       |           |                       |     |          |

### Jiné formy účasti
Následující páry obdržely divokou kartu do hlavní soutěže:
- Jelena Jankovićová /  Francesca Schiavoneová
- Angelique Kerberová /  Petra Kvitová
- Jocelyn Raeová /  Anna Smithová

## Přehled finále

### Mužská dvouhra
- Feliciano López vs.  Richard Gasquet, 6–3, 6–7(5–7), 7–5

### Ženská dvouhra
- Madison Keysová vs.  Angelique Kerberová, 6–3, 3–6, 7–5

### Mužská čtyřhra
- Treat Conrad Huey /  Dominic Inglot vs.  Alexander Peya /  Bruno Soares, 7–5, 5–7, [10–8]

### Ženská čtyřhra
- Čan Chao-čching /  Čan Jung-žan vs.  Martina Hingisová /  Flavia Pennettaová, 6–3, 5–7, [10–7]